# 小龙斯派罗 (游戏)
《小龙斯派罗》是一款由Insomniac Games制作、索尼電腦娛樂在PlayStation发行的平台游戏。本游戏是寶貝龍 Spyro the Dragon系列首作。
玩家控制斯派罗。它需要在各个世界中前行，其中会与各种敌人作战。
本游戏收到正面评价。GameRankings给予本游戏85%的分数。
续作《小龙斯派罗2》于1999年发行。